# Lederkoralen
Lederkoralen (Alcyoniidae) zijn kolonievormende bloemdieren. Ze vormen een familie in de orde der zachte koralen (Alcyonacea).

## Geslachten
- Acrophytum Hickson, 1900
- Alcyonium Linnaeus, 1758
- Aldersladum Benayahu & McFadden, 2011
- Anthomastus Verrill, 1878
- Bathyalcyon Versluys, 1906
- Bellonella Gray, 1862
- Cladiella Gray, 1869
- Dampia Alderslade, 1983
- Dimorphophyton Williams, 2000
- Discophyton McFadden & Hochberg, 2003
- Elbeenus Alderslade, 2002
- Eleutherobia Puetter, 1900
- Heteropolypus Tixier-Durivault, 1964
- Inflatocalyx Verseveldt & Bayer, 1988
- Klyxum Alderslade, 2000
- Lampophyton Williams, 1986
- Lanthanocephalus Williams & Starmer, 2000
- Lobophytum Marenzeller, 1886
- Lohowia Alderslade, 2003
- Malacacanthus Thomson, 1910
- Minabea Utinomi, 1957
- Notodysiferus Alderslade, 2003
- Paraminabea Williams & Alderslade, 1999
- Parerythropodium Kuekenthal, 1916
- Protodendron Thomson & Dean, 1931
- Pseudoanthomastus Tixier-Durivault & D'Hondt, 1974
- Rhytisma Alderslade, 2000
- Sarcophyton Lesson, 1834
- Sinularia May, 1898
- Skamnarium Alderslade, 2000
- Sphaeralcyon Lopez-Gonzalez & Gili, 2005
- Sphaerasclera McFadden & Van Ofwegen, 2013
- Thrombophyton McFadden & Hochberg, 2003
- Verseveldtia Williams, 1990

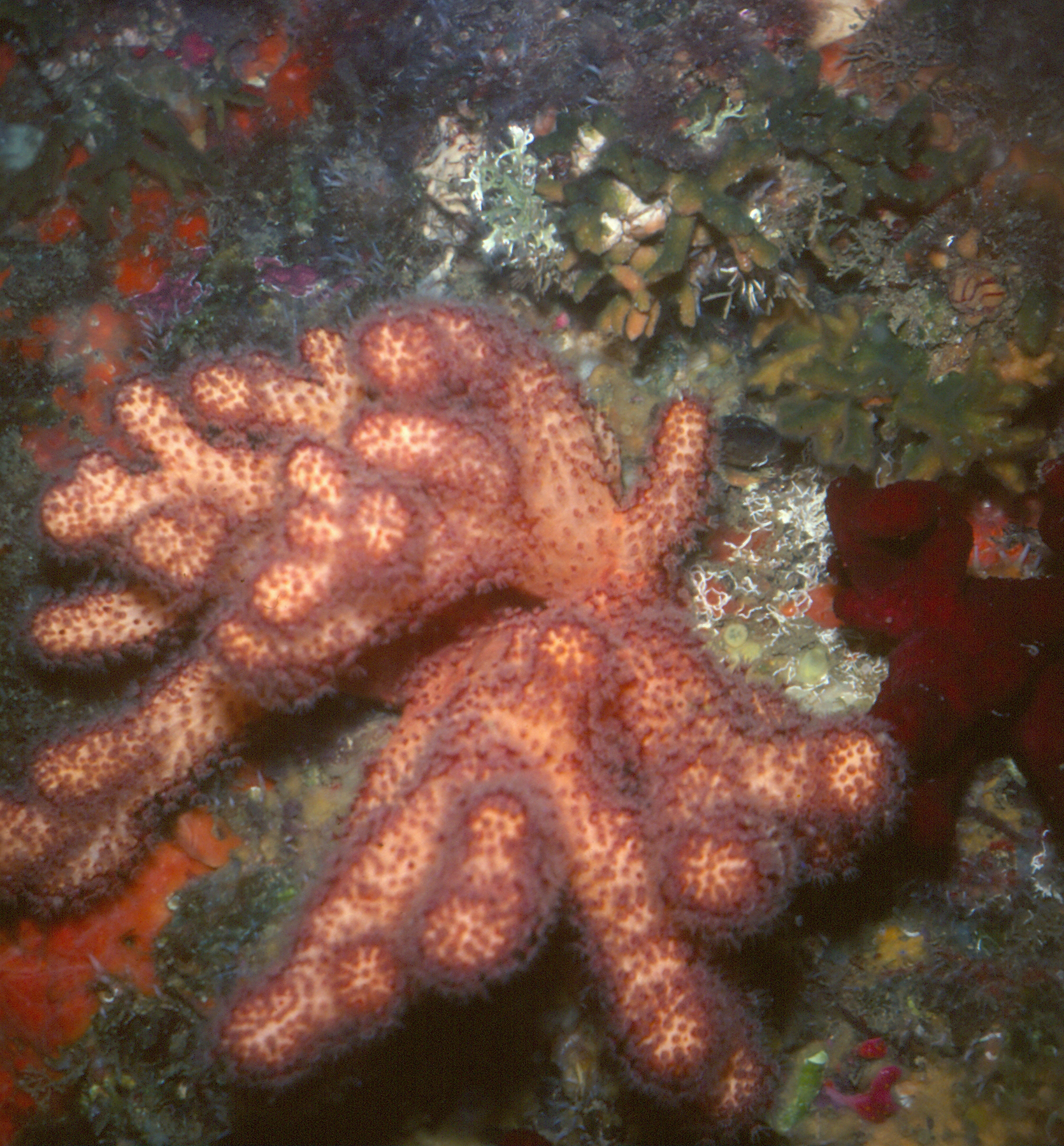
Alcyonium acaule
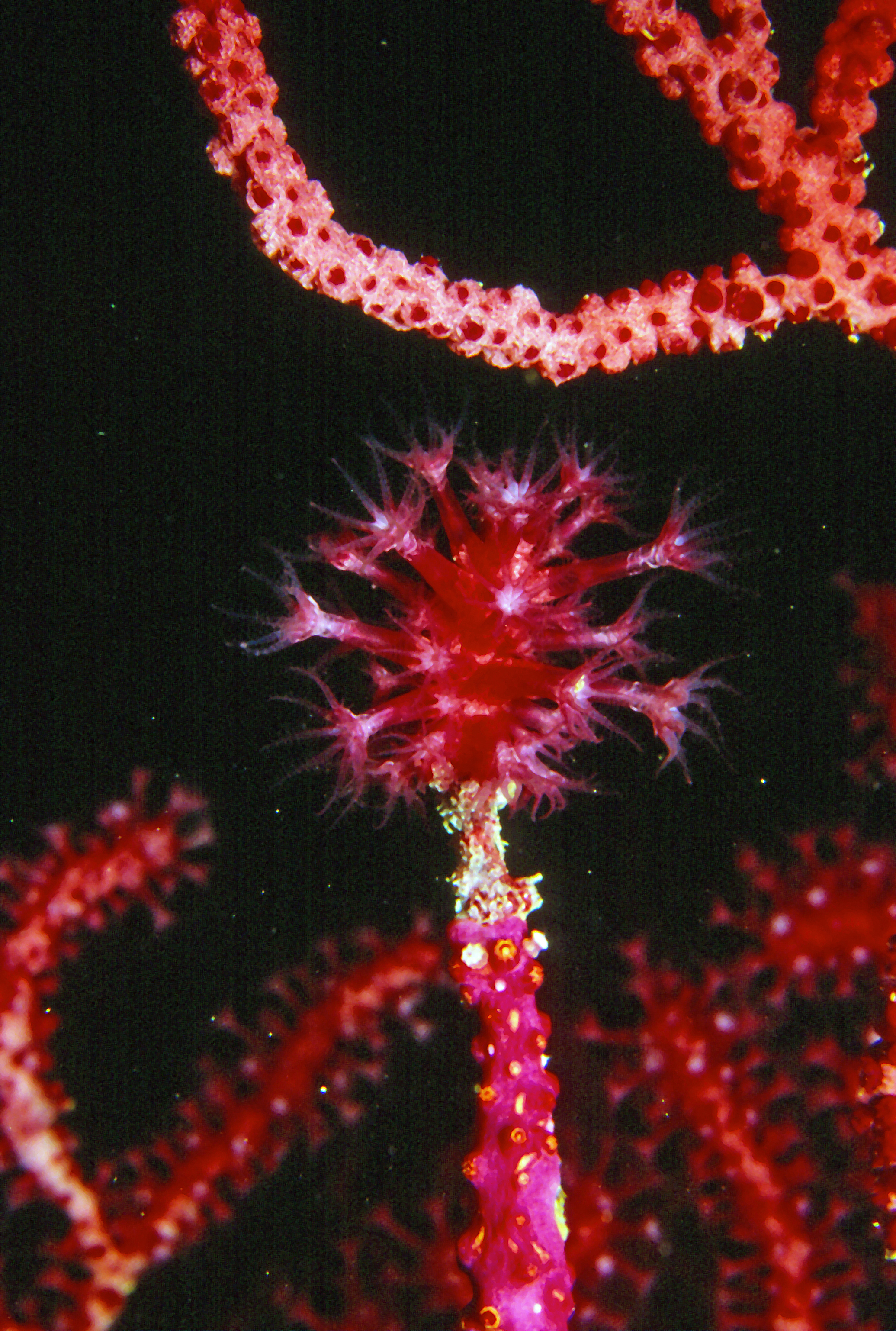
Alcyonium coralloides
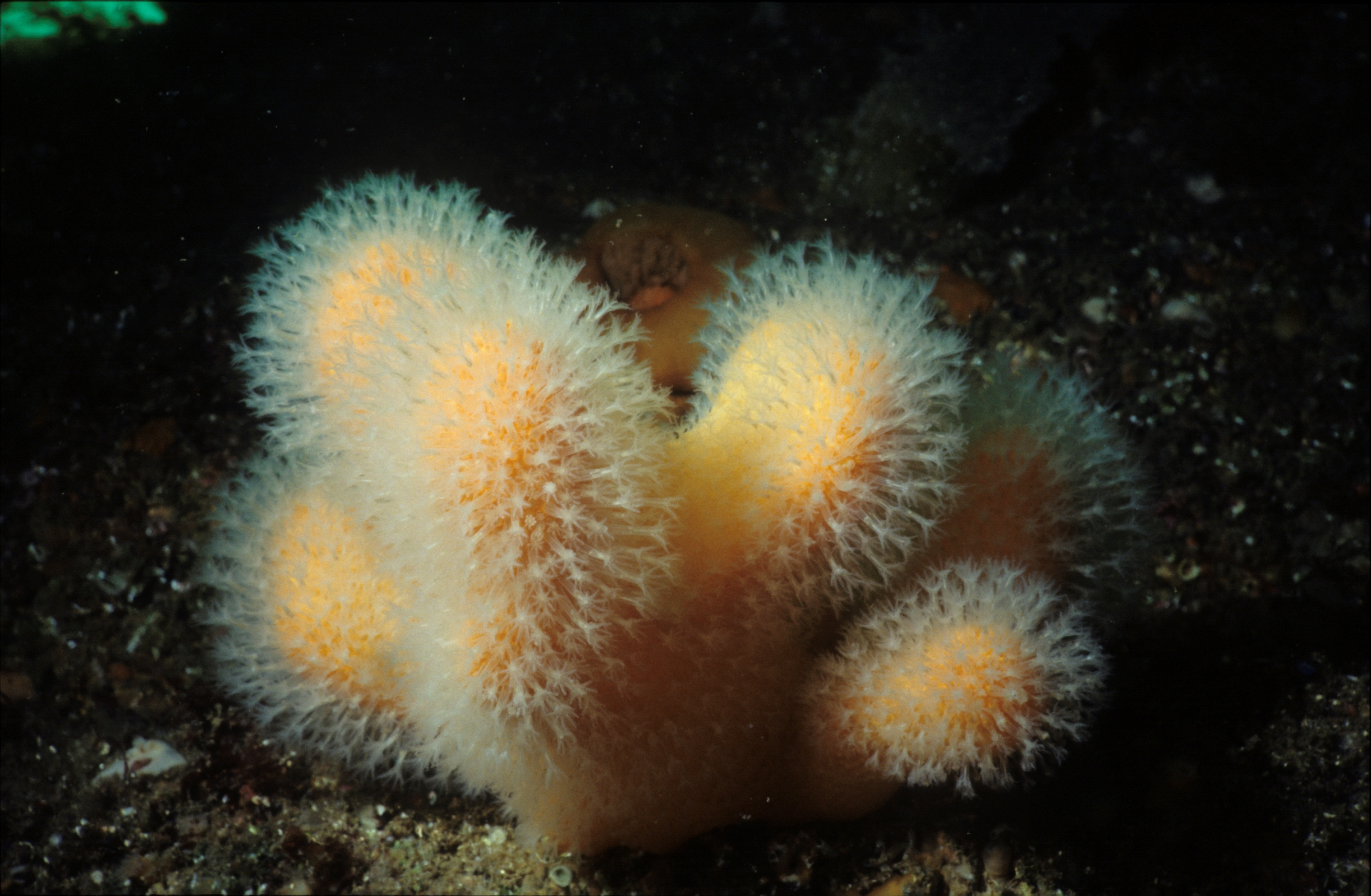
Alcyonium digitatum Dodemansduim
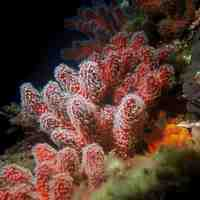
Alcyonium palmatum
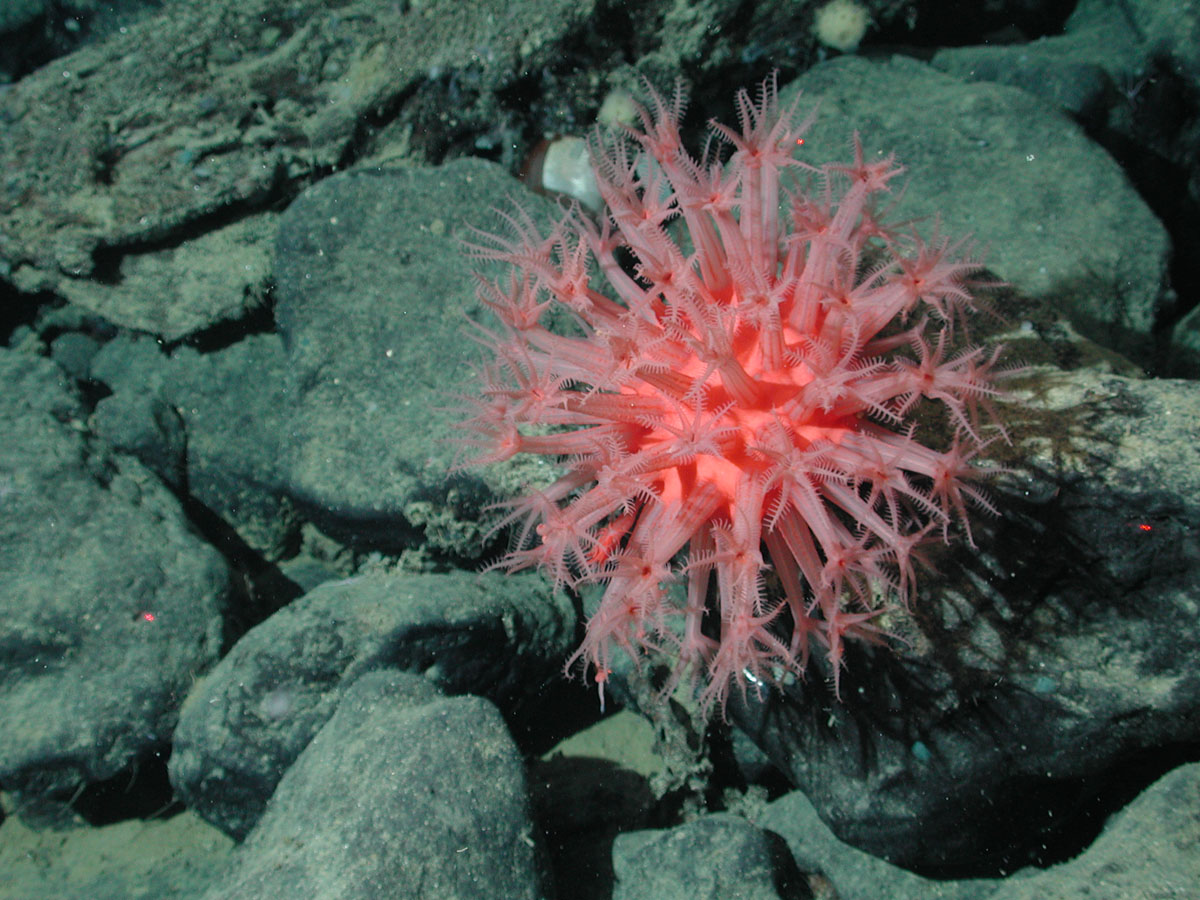
Anthomastus ritteri
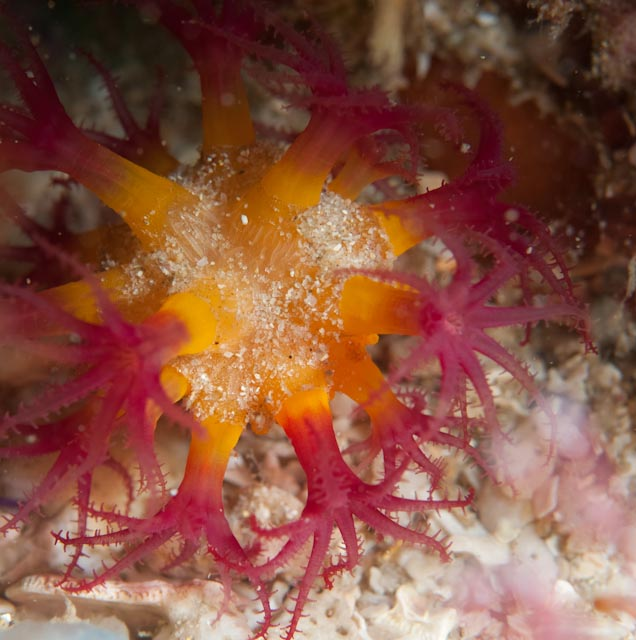
Eleutherobia variabile
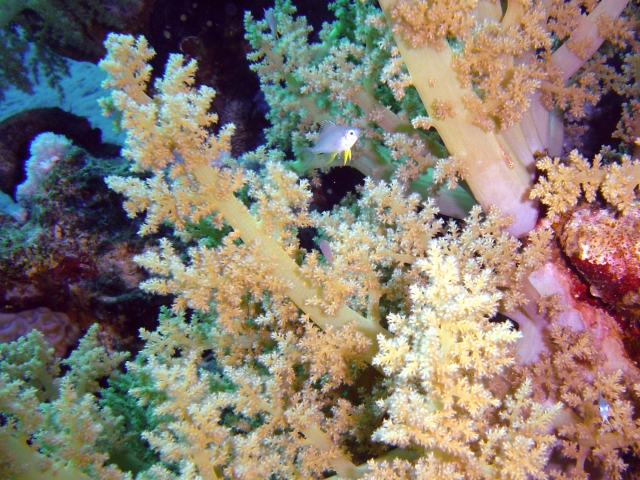
Litophyton arboreum
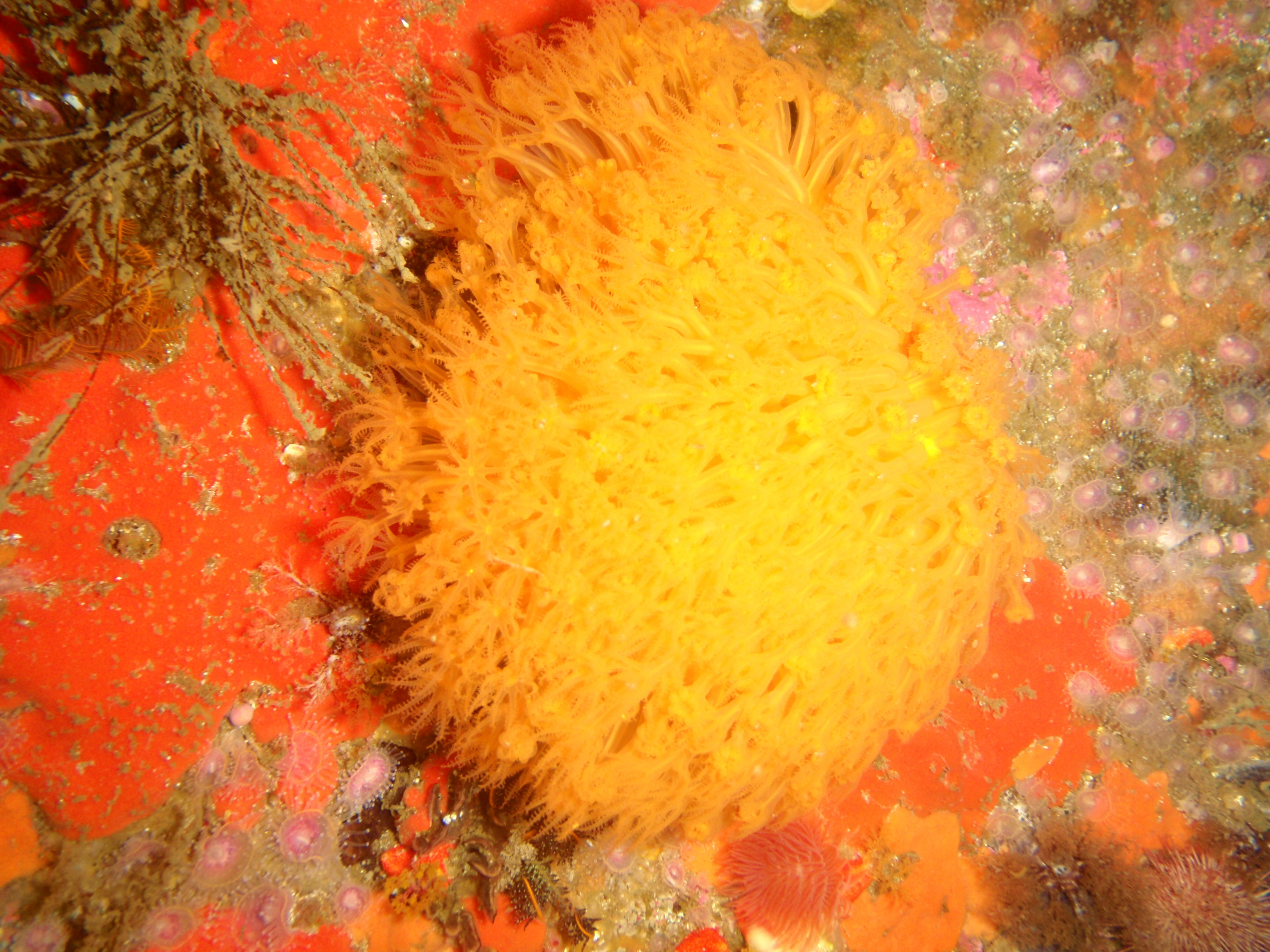
Malacacanthus capensis
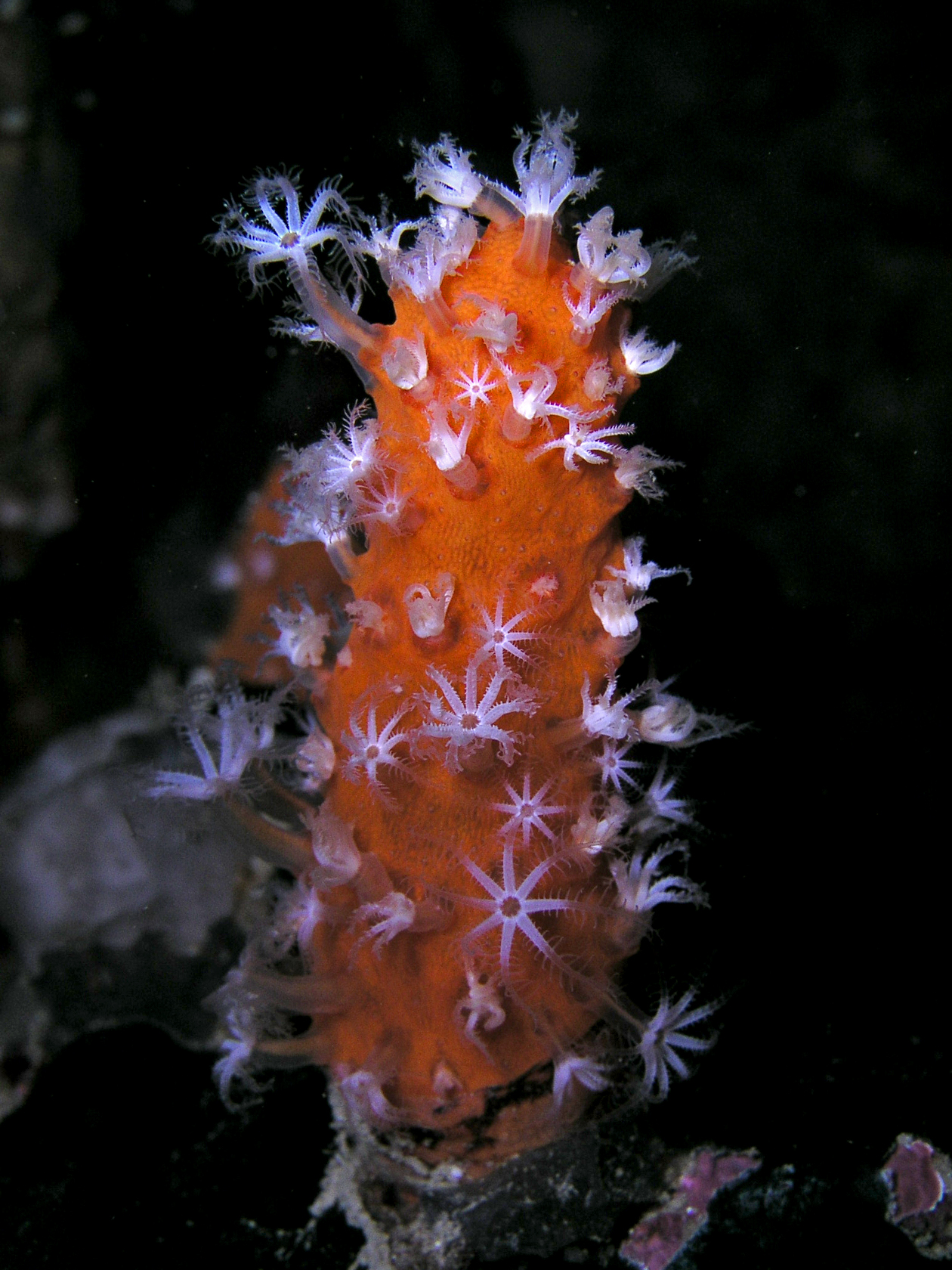
Paraminabea aldersladei
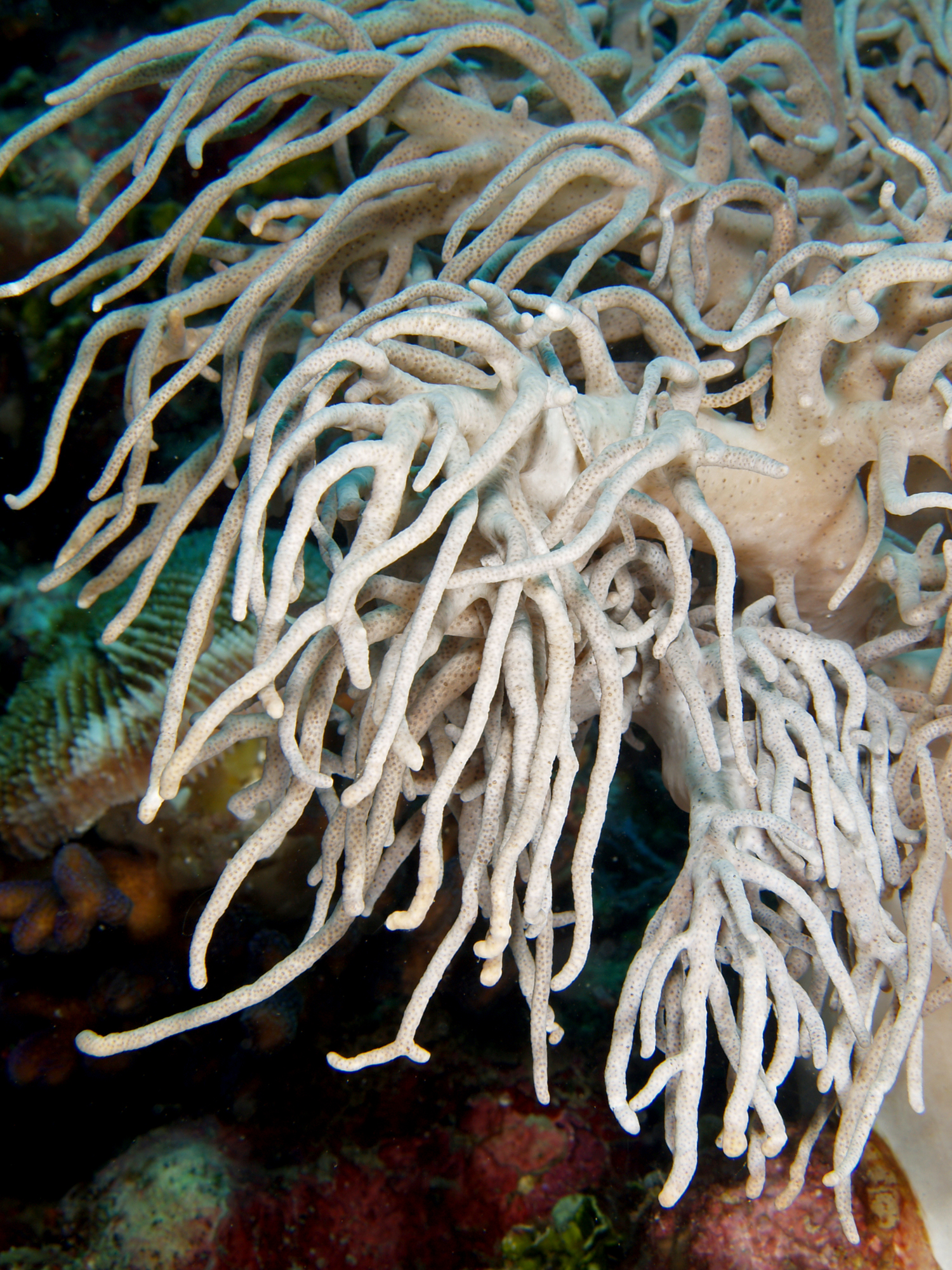
Sinularia flexibilis